# 凌其峻

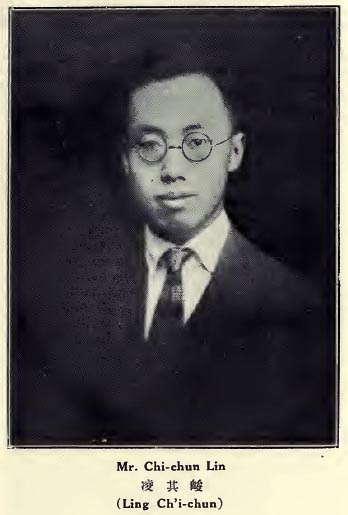

凌其峻（1897年—1968年），上海人，中华民国及中华人民共和国政治人物。
1913年，考入清华学校。1916年赴美国俄亥俄州立大学学习陶瓷专业。1921年回国后，创办中国制瓷公司。1924年任仁立公司副经理。1931年，任仁立总公司副总经理兼北京仁立公司经理。他还兼任全国工商联副主席、民建中央常委。